# Richard Sorge

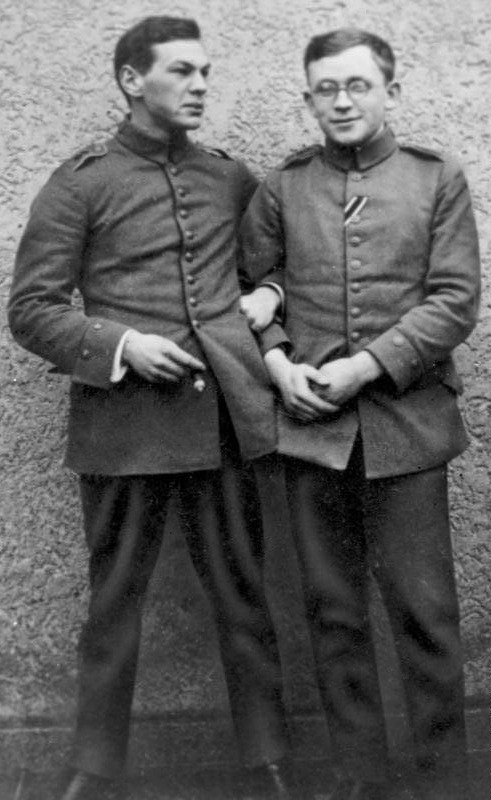
Richard Sorge (po lewej) w czasie I wojny światowej, 1915

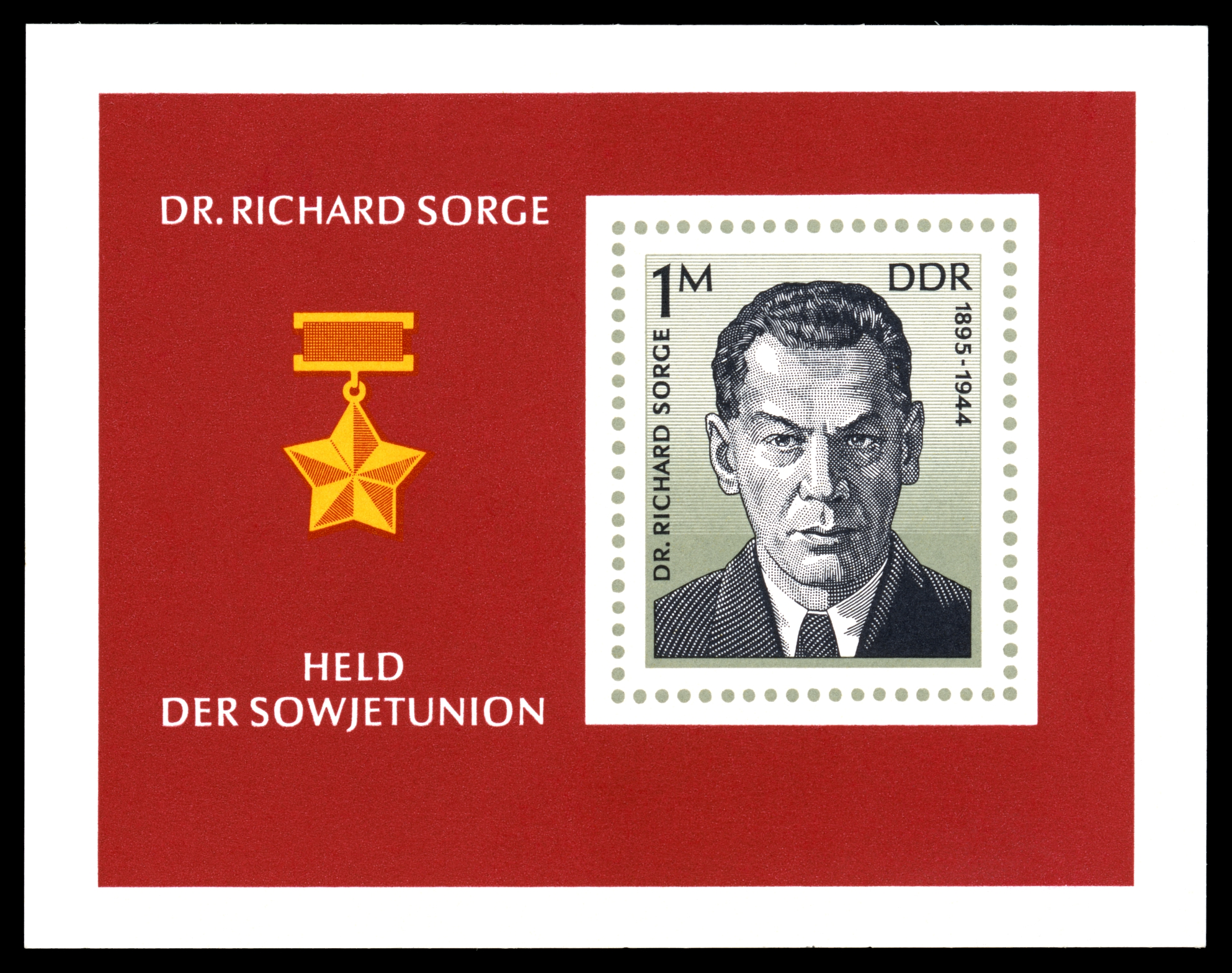
Znaczek pocztowy z Richardem Sorge wydany w 1976 przez pocztę NRD

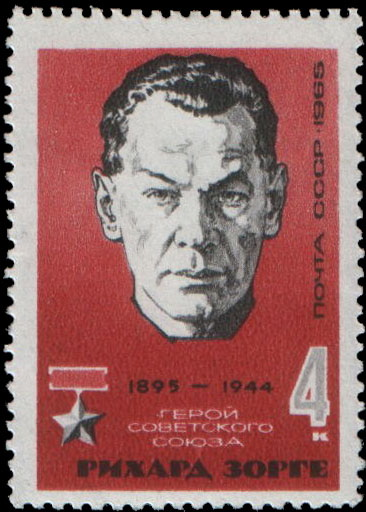
Znaczek pocztowy z Richardem Sorge wydany w 1965 przez pocztę ZSRR

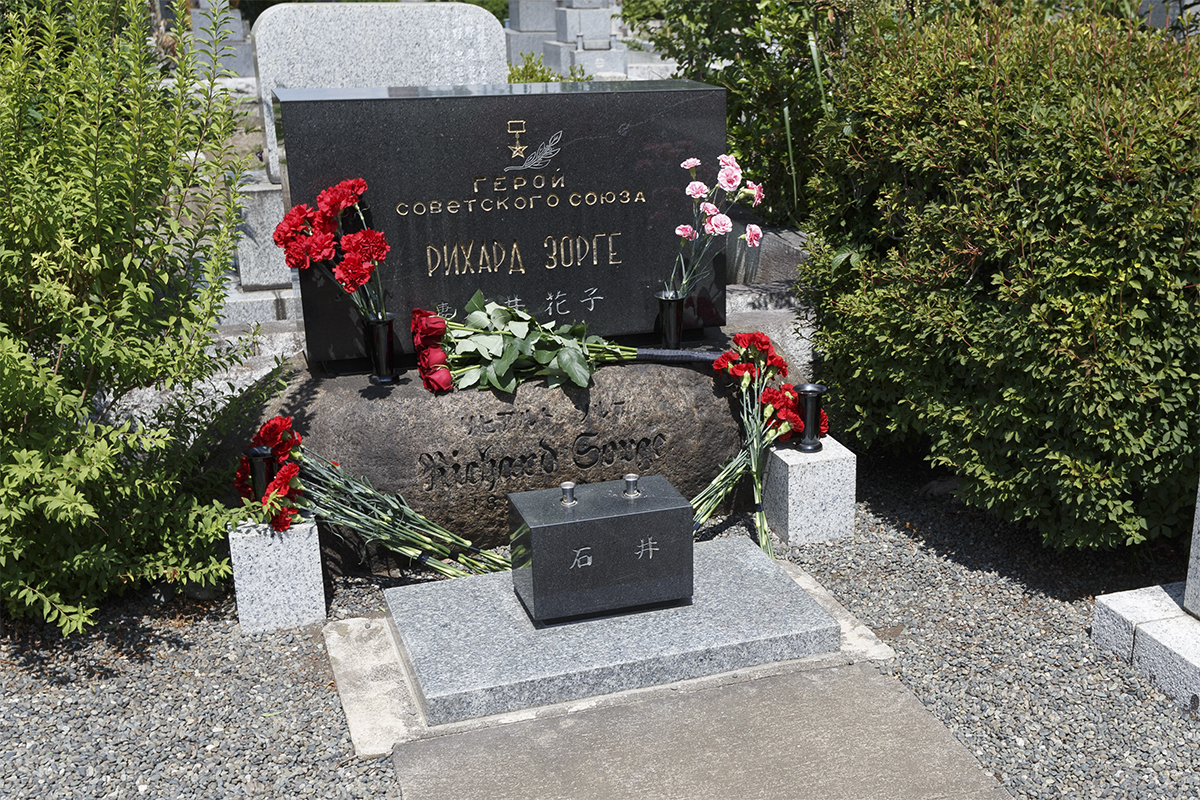
Grób Richarda Sorge na cmentarzu Tama w Tokio

Richard Sorge ps. Ramsay (ur. 4 października 1895 w Sabunczi, zm. 7 listopada 1944 w Toshimie) – niemiecki dziennikarz, doktor nauk politycznych, członek KPD i WKP(b) oraz agent prowadzący działalność szpiegowską na rzecz Związku Radzieckiego.

## Życiorys
Urodził się w Sabunczi pod Baku w Cesarstwie Rosyjskim. Był jednym z dziewięciorga dzieci Wilhelma Sorgego – inżyniera górniczego pracującego przy budowie szybów naftowych – i jego żony Niny z domu Kobielew, narodowości rosyjskiej. Rodzina wróciła do Niemiec, gdy Sorge miał cztery lata. Stryjeczny dziadek Richarda Sorgego, Friedrich Sorge, był sekretarzem Karola Marksa.
Podczas I wojny światowej jako ochotnik w 1914 wstąpił do armii niemieckiej. W 1916, podczas działań bojowych na froncie zachodnim zranił go szrapnel, łamiąc obie nogi i powodując że został kaleką do końca życia. Po awansowaniu do stopnia kaprala i odznaczeniu Krzyżem Żelaznym został zwolniony z wojska z powodu złego stanu zdrowia. W trakcie leczenia studiował dzieła Marksa i Engelsa. Od 1916 był członkiem Niezależnej Socjaldemokratycznej Partii Niemiec. Resztę czasu wojny poświęcił na studia ekonomii i nauk politycznych w Berlinie, Kilonii i Hamburgu. W Kilonii został w Instytucie Gospodarki Światowej asystentem socjologa prof. Kurta Gerlacha. 
W 1919, wraz z częścią członków USPD wstąpił do Komunistycznej Partii Niemiec. Ten krok był konsekwencją jego pobytu na froncie, gdzie jak wielu innych żołnierzy doszedł do przekonania, że wojna nie ma sensu. W 1920 w Hamburgu uzyskał doktorat z nauk politycznych, przedstawiając pracę Die Reichstarife des Zentralverbandes deutscher Konsumvereine. Za aktywne przeciwstawianie się puczowi Kappa w marcu 1920 został usunięty z asystentury, kilka miesięcy pracował jako górnik. Osiedlił się w Solingen, w 1921 poślubił Christianę Gerlach (byłą żonę Kurta Gerlacha), zatrudnił w redakcji „Bergische Arbeiterstimme” i ponownie został asystentem prof. Gerlacha, aż do jego śmierci w 1922. W tym samym roku przeniósł się do Frankfurtu, gdzie kontynuował pracę jako dziennikarz. Na nielegalnym zjeździe KPD we Frankfurcie (7–10 kwietnia 1924) nawiązał kontakt z wysokimi funkcjonariuszami Kominternu i został zwerbowany jako agent wywiadu. 
W 1924 wyjechał do Moskwy, przyjął obywatelstwo radzieckie i pracował w kontrolowanym przez OGPU Wydziale Łączności Międzynarodowej (OMS) Kominternu. Wówczas był wysłany kilkakrotnie z misjami szpiegowskimi do państw skandynawskich i Wielkiej Brytanii.
Ponieważ z powierzonych zadań wywiązał się bez zarzutu, w listopadzie 1928 generał Jan Bierzin, szef wywiadu wojskowego Sztabu Generalnego zwerbował go do wywiadu wojskowego – GRU, którego agentem pozostał do końca życia.
W 1930 został wysłany do Szanghaju, gdzie pod przykrywką korespondenta „Frankfurter Zeitung” prowadził działalność szpiegowską dla GRU. W tym czasie zwerbował Ruth Kuczyński ps.Sonia. Pomimo że Kuczyński była mężatką, została jego kochanką. Tam poznał japońskiego dziennikarza Hotsumiego Ozaki, pracującego dla gazety „Asahi Shimbun”, z którym później podjął współpracę szpiegowską. W styczniu 1932 opisywał chińsko-japońskie walki uliczne w Szanghaju. W grudniu tego roku został odwołany do Moskwy. Sorge został odznaczony i ożenił się (po uzyskaniu rozwodu) z Jekatieriną Maksimową, z którą współpracował w Chinach i z którą powrócił do Moskwy. W 1933 został wysłany do Berlina, aby odnowić kontakty z redakcją „Frankfurter Zeitung”. Umożliwiło to wysłanie go jako niemieckiego korespondenta do Japonii. 6 września 1933 przybył w tym charakterze do Jokohamy. Działając pod kryptonimem Ramsay, zbudował siatkę szpiegowską w Japonii pracującą na rzecz ZSRR. Jego agenci mieli kontakty z głównymi politykami, dzięki czemu uzyskiwał informacje o japońskiej polityce zagranicznej. Ponownie nawiązał kontakt z Hotsumim Ozaki, który był doradcą Fumimaro Konoe, premiera Japonii. Wykorzystywał to, m.in. kopiując tajne dokumenty dla Sorgego.
Oficjalnie Sorge wstąpił do NSDAP i pracował dla lokalnej ambasady i ambasadora Eugena Otta jako agent Abwehry. Umożliwiało mu to potwierdzanie uzyskiwanych informacji w drugim źródle. Jego kochanką została też żona ambasadora Otta, od której również pozyskiwał informacje. Był uważany za gorliwego nazistę (na wydanym przez Sorgego przyjęciu pożegnalnym przed wyjazdem do Japonii był obecny Joseph Goebbels), jednak z powodu stresu popadł w alkoholizm. Sorge przekazał do centrali w Moskwie informacje o pakcie antykominternowskim i o pakcie trzech. Podał również dokładną datę rozpoczęcia ataku Niemiec na ZSRR, którą uzyskał dwa dni wcześniej od niemieckiego attaché wojskowego w Tokio. Moskwa podziękowała za raport, ale informacje w nim zawarte zostały zignorowane, a Józef Stalin nie podjął jakichkolwiek działań. Jesienią 1941 przekazał informację, że Japonia po klęsce nad Chałchin-Goł nie ma zamiaru atakowania ZSRR od wschodu, od strony Syberii. 
Japońska służba wywiadowcza (Tokkō) podejrzewała, iż w ambasadzie niemieckiej działa szpieg, dlatego m.in. Sorge był przez pewien czas pod obserwacją. Pierwszy został jednak aresztowany Hotsumi Ozaki, agent pracujący na rzecz Sorgego. Aresztowanie nastąpiło 14 października 1941, natomiast sam Richard Sorge został ujęty 18 października 1941. Po ponad trzyletnim pobycie w japońskim więzieniu został on powieszony 7 listopada 1944. Tokio trzykrotnie proponowało Moskwie wymianę Richarda Sorgego na swoich agentów, trzykrotnie nastąpiła odmowa, z zaprzeczeniem jakichkolwiek jego związków z wywiadem sowieckim. W 1964 pośmiertnie przyznano mu tytuł Bohatera Związku Radzieckiego.

## Ordery i odznaczenia
- Krzyż Żelazny II klasy
- Order Lenina
- Bohater Związku Radzieckiego (pośmiertnie)

## Richard Sorge w kulturze
- W 1961 we Francji, w koprodukcji z Niemcami, Włochami i Japonią, nakręcono film Qui êtes-vous, Monsieur Sorge? (Kim pan jest, doktorze Sorge?), który był bardzo popularny w Związku Radzieckim.
- W drugiej połowie lat 70. w magazynie komiksowym Relax ukazały się fragmenty komiksu Wywiadowca XX wieku (rys. Jerzy Wróblewski, scen. Barbara Sokalówna i Jerzy Uśpieński), wydanego potem w formie albumowej przez KAW.
- W 2003 został nakręcony japoński film Spy Sorge (182 min)[8].